# فصل عشق
فصل عشق (به ترکی: Aşk Mevsimi) یک فیلم عاشقانه ترکی محصول سال ۲۰۲۴ به کارگردانی مورات شکر، نویسندگی علی تانریوردی و مورات شکر است. این فیلم با بازی دیلان چیچک دنیز، جم ییعیت اوزوم اوغلو و دویگو بلوند در مورد جنبه‌های متناقض عشق و شادی است. این در ۲ فوریه ۲۰۲۴ در ترکیه توسط سی‌جی ئی‌ان‌ام منتشر شد.

## داستان
این فیلم نشان می‌دهد که چگونه عشق جوان در طول سال‌ها تکامل می‌یابد. داستان شیرین و علی یامان در کودکی در بوزکادا شروع می‌شود. اما با گذشت زمان رابطه آنها جدایی ناپذیر می‌شود. احساسات شیرین و علی که در لحظه‌های مختلف با فصل عشق همخوانی دارد، هیچ وقت با هم منطبق نمی‌شوند. این فیلم جنبه‌های متضاد عشق و شادی را بررسی می‌کند.

## تولید
فیلمبرداری در اوایل اوت ۲۰۲۳ آغاز شد و در پایان همان ماه در تندوس به پایان رسید.

## انتشار
فصل عشق، که در ابتدا قرار بود در ۹ فوریه ۲۰۲۴ منتشر شود، پیشرفت کرد تا در ۲ فوریه ۲۰۲۴ منتشر شود.

## بازخوردها
فصل عشق در ۲ فوریه ۲۰۲۴ در ۱۴۴ سینما اکران شد. این فیلم با فروش ۱٫۸۵۸٫۱۹۰ پوند در هفته اول اکران در جایگاه دوازدهم در میان تمام فیلم‌های منتشر شده در ترکیه در سال ۲۰۲۴ قرار داشت. از ۱۸ فوریه ۲۰۲۴، این فیلم از ۱۶٫۴۰۸ پذیرش، ۲٫۲۷۳٫۰۴۳ لیره فروش داشته‌است.
آتیلا دورسای از تی ۲۴ به این فیلم امتیاز ۳ از ۵ داد و از بازی بازیگران تمجید کرد. دورسای با نقد مثبت نوشت: «مورات شکر در واقع یک فیلم اورجینال ساخته‌است و سناریویی که آنها با علی تنریوردی ساخته‌اند نیز محکم است».